# Велисово
Велисово — деревня в Суздальском районе Владимирской области России. Входит в Боголюбовское сельское поселение.

## География
Деревня расположена в 12 км на северо-восток от центра поселения посёлка Боголюбово и в 16 км на северо-восток от Владимира.

## История
В 1859 году в деревне числилось 29 дворов, в 1905 году — 32 дворов, в 1926 году — 56 хозяйств.

### Административно-территориальная принадлежность
В конце XIX — начале XX века деревня входила в состав Давыдовской волости Владимирского уезда.
С 1929 года село входило в состав Добрынского сельсовета Владимирского района, с 1960 года — в составе Лемешенского сельсовета, с 1965 года — в составе Суздальского района, с 2005 года — в составе Боголюбовского сельского поселения.

## Население
| 1859 | 1905 | 1926 |
| ---- | ---- | ---- |
| 124  | 204  | 280  |

| 1859 | 1905 | 1926 | 2002 | 2010 | 2021 |
| ---- | ---- | ---- | ---- | ---- | ---- |
| 124  | ↗204 | ↗280 | ↘10  | ↗48  | ↗58  |

## Инфраструктура
Личное подсобное хозяйство с зоной сельскохозяйственного использования, индивидуальная застройка усадебного типа.

## Транспорт
Деревня доступна автотранспортом. К деревне идёт дорога 17 Н -
713 «Раменье — Велисово» (идентификационный номер 17 ОП МЗ 17 Н -
713).